# Икономическа ефективност
Икономическа ефективност в икономиката е термин, който се отнася да използването на ресурсите за да се постигне максимална продукция на стоки и услуги . Една икономическа система се приема за по-ефикасна, отколкото друга (по отношение на стандарта на живот), ако може да осигури повече стоки и услуги за обществото без използване на повече ресурси. При идеални условия (без съотносимост към стандарта на живот) ситуацията се определя като икономичеки ефективна, ако:
- При ефективност на Парето
- Не може да се добави повече произвоство, без увеличаване на броя на суровините
- Производство при най-ниска стойност за продукт

Тези дефиниции не са еквивалентни, но те обхващат идеята, че система е ефикасна, ако е постигнат максимума на възможно постижимото при дадените ресурси.